# نزهة في سقارة
نزهة في سقارة (بالإنجليزية: The Picnic at Sakkara)‏ هي رواية للكاتب الإنجليزي بيرسي هوارد نيوبي، نشرت عام 1954، عن دار نشر فابر آند فابر.